# Hapalopus guianensis
Hapalopus guianensis är en spindelart som beskrevs av Lodovico di Caporiacco 1954. Hapalopus guianensis ingår i släktet Hapalopus och familjen fågelspindlar.
Artens utbredningsområde är Franska Guyana. Inga underarter finns listade i Catalogue of Life.